# Carpo (discepolo di Paolo)
Carpo (... – I secolo) fu discepolo fidato di Paolo di Tarso, che ospitò nella sua casa a Troade.
È stato, secondo la tradizione, primo vescovo della comunità di Troade. È venerato come santo da tutte le Chiese che ammettono il culto dei santi.

## Biografia
Di Carpo (dal greco Καρπός, che significa "frutto"), si hanno poche notizie: era ebreo, fu vescovo e discepolo di san Paolo, visse a Troade nel I secolo.
San Paolo visitò la città di Troade in uno dei suoi viaggi e ad essa si riferisce quando chiede al suo amico Timoteo, di portargli il suo mantello che aveva lasciato là in casa di Carpo: 
(2 Timoteo, cap. 4, v.13)

## Le fonti
Del santo non si ha altra notizia sicura oltre la menzione di san Paolo. Abbondanti notizie, discordi e incerte, giungono invece dai menologi greci che, seguendo il Canone dello Pseudo Ippolito, lo dicono: apostolo,  uno dei Settanta discepoli di Gesù Cristo e vescovo di Beroe in Tracia.

## Culto
La Chiesa greca celebra la sua festa il 26 maggio e, ancora, il 30 giugno, assieme a tutti i santi del Nuovo Testamento',  mentre il Martirologio Romano lo celebra il 13 ottobre, giorno nel quale si celebra anche l'omonimo martire di Pergamo: 
(Martirologio Romano, 13 ottobre)

## Morte
Ci sono discordanze sulla morte di Carpo. Secondo il Sinassario Costantinopolitano fu martirizzato dai Giudei ai quali aveva rimproverato l'uccisione del Cristo, vero Dio; per il Menologio di Basilio egli morì in pace.

## Curiosità

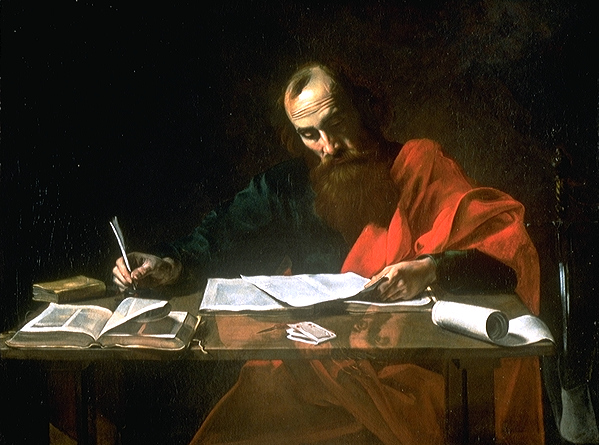
Valentin de Boulogne o Nicolas Tournier, San Paolo che scrive le sue lettere, XVI secolo circa, Blaffer Foundation Collection, Houston.

Secondo le fonti greche, le lettere scritte da Paolo sarebbero state recapitate alle Chiese cui erano destinate, proprio dal fidato discepolo Carpo. Questa funzione di portalettere non ha nessun riscontro storico; probabilmente l'attribuzione di questo incarico si deve alla menzione dei libri e delle pergamene fatta da Paolo.